# North Bay Centennials
North Bay Centennials byl kanadský juniorský klub ledního hokeje, který sídlil v North Bay v provincii Ontario. V letech 1982–2002 působil v juniorské soutěži Ontario Hockey League (dříve Ontario Hockey Association). Založen byl v roce 1982 po přestěhování týmu Niagara Falls Flyers do North Bay. Zanikl v roce 2002 přestěhováním do Saginawu, kde byl vytvořen tým Saginaw Spirit. Své domácí zápasy odehrával v hale North Bay Memorial Gardens s kapacitou 4 246 diváků. Klubové barvy byly černá, zlatá a bílá.
Nejznámější hráči, kteří prošli týmem, byli např.: Derian Hatcher, Kevin Hatcher, Andy Delmore, Alex Auld, Rob Davison, Trevor Halverson nebo Steve Montador.

## Úspěchy
- Vítěz OHL ( 1× )
  - 1993/94

## Přehled ligové účasti
Zdroj: 
- 1982–1990: Ontario Hockey League (Emmsova divize)
- 1990–1994: Ontario Hockey League (Leydenova divize)
- 1994–1997: Ontario Hockey League (Východní divize)
- 1997–2002: Ontario Hockey League (Centrální divize)